# Real San Giuseppe 2020-2021
La voce raccoglie i dati riguardanti la Real San Giuseppe, squadra di calcio a 5 militante in serie A, nelle competizioni ufficiali del 2020-2021.

## Trasferimenti

### Sessione estiva
| Francesco Molitierno | Sandro Abate                 |
| Victor Mello         | Sandro Abate                 |
| Germano Montefalcone | Active Network               |
| Elisandro            | Inter                        |
| Massimo De Luca      | Real Rieti                   |
| Francesco Galluccio  | Alma Salerno (fine prestito) |
| Josiko               | Peñíscola                    |
| Vincenzo Milucci     | Fuorigrotta                  |
| Mario Imparato       | Fuorigrotta                  |
| Alejandro Yepes      | ElPozo Murcia                |

| Bico Pelentir      | Spartak San Nicola          |
| Alexandre Ghiotti  | Olimpus Roma                |
| Lolo Suazo         | Olimpus Roma                |
| Juri Bellobuono    | Active Network, in prestito |
| Genny Canneva      | Atletico Frattese           |
| Giovanni Monnola   | Atletico Frattese           |
| José Severino      | Atletico Frattese           |
| Giovanni Galluccio | Alma Salerno                |
| Antonio Napoletano | Atletico Frattese           |
| Vincenzo Botta     | Benevento                   |
| Josiko             | Meta Catania                |
| Victor Mello       | Petrarca                    |
| Felipe Manfroi     | FMC Châtelet                |

### Sessione invernale
| Valentin Dujacquier | Halle-Gooik |
| Omar Rahou          | Halle-Gooik |
| Ahmed Sababti       | FT Anversa  |
| Chano               | Feldi Eboli |

| Vincenzo Milucci | FF Napoli    |
| Chimanguinho     | Olimpus Roma |

## Prima squadra
| N° | Naz.               | Ruolo | Sportivo             | Anno       |  |  |
| -- | ------------------ | ----- | -------------------- | ---------- |  |  |
| 1  | Italia (bandiera)  | POR   | Germano Montefalcone | 14.03.1994 |  |  |
| 2  | Belgio (bandiera)  | DIF   | Valentin Dujacquier  | 23.07.1989 |  |  |
| 7  | Italia (bandiera)  | LAT   | Massimo De Luca      | 07.10.1987 |  |  |
| 8  | Italia (bandiera)  | LAT   | Vinícius Duarte      | 13.12.1982 |  |  |
| 10 | Italia (bandiera)  | PIV   | Chimanguinho         | 08.03.1986 |  |  |
| 11 | Spagna (bandiera)  | PIV   | Chano                | 30.08.1987 |  |  |
| 13 | Italia (bandiera)  | LAT   | Vincenzo Milucci     | 13.07.1992 |  |  |
| 18 | Belgio (bandiera)  | LAT   | Omar Rahou           | 19.07.1992 |  |  |
| 19 | Spagna (bandiera)  | PIV   | Alejandro Yepes      | 12.03.1989 |  |  |
| 20 | Italia (bandiera)  | DIF   | Filipe Follador      | 29.07.1988 |  |  |
| 22 | Italia (bandiera)  | POR   | Francesco Molitierno | 14.10.1989 |  |  |
| 30 | Brasile (bandiera) | LAT   | Pedro Guedes         | 07.12.1996 |  |  |
| 49 | Italia (bandiera)  | LAT   | Mario Imparato       | 09.02.1992 |  |  |
| 55 | Belgio (bandiera)  | LAT   | Ahmed Sababti        | 10.12.1985 |  |  |
| 89 | Brasile (bandiera) | LAT   | Portuga              | 07.03.1989 |  |  |
| 99 | Georgia (bandiera) | PIV   | Elisandro            | 11.12.1986 |  |  |

## Under-19
| N° | Naz.              | Ruolo | Sportivo            | Anno       |  |  |
| -- | ----------------- | ----- | ------------------- | ---------- |  |  |
| 5  | Italia (bandiera) | LAT   | Roberto Follo       | 08.08.2003 |  |  |
| 14 | Italia (bandiera) | LAT   | Riccardo Napolitano | 02.04.2002 |  |  |
| 91 | Italia (bandiera) | POR   | Fabrizio Lepre      | 06.08.2001 |  |  |